# Abbaye de Plankstetten
L'abbaye de Plankstetten est une abbaye bénédictine située dans le diocèse d'Eichstätt en Bavière (en Allemagne). L'abbaye appartient depuis 1904 à la congrégation bénédictine de Bavière. L'abbaye est située au sud de la ville de Neumarkt dans le Haut-Palatinat (Neumarkt in der Oberpfalz). Le village de Plankstetten appartient à la ville de Berching.

## L'histoire de l'abbaye au Moyen Âge et à l'époque d'Ancien Régime
En 1129, l'abbaye plankstettenoise fut fondée comme monastère épiscopal par le comte Ernst II de Greglingen-Dollnstein (à partir de 1200 comte de Hirschberg) et avec l'aide de ses frères Gebhard II (le 2e évêque d'Eichstätt de 1125 à 1149) et Hartwig III. Les plus anciens témoignages écrits dans cette contrée remontent à l'époque de Louis le Pieux. Pourtant, tous les droits concernant la possession de cette région ne mènent pas à Eichstätt, mais à Ratisbonne.
Au XVe siècle la décadence régna sur le monastère. L'abbé Haudry IV Dürner (1461-1494) mit en place une réforme de manière que l'on fût capable d'inaugurer une brasserie par la suite. Le monastère fut partiellement détruit à l'époque de la Guerre des Paysans (en allemand : Bauernkrieg) (1525) et de la Guerre de Trente Ans (1618-1648).
On ne commença qu'au milieu du XVIIe siècle  les premiers travaux pour rétablir l'abbaye. Pourtant le rétablissement bat son plein à la fin du XVIIe siècle. Sous l'égide de l'abbé artistique Romanus Dettinger (1694-1703) ont été créés non seulement le portail baroque du monastère mais encore l'ancienne résidence pour l'abbé se trouvant au-dessus du portail principal. La salle de prélat et la salle de fête reflètent la joie de chercher Dieu au temps baroque. Pendant le règne de l'abbé Romanus Dettinger eut lieu également la construction de la tour de coin. L'engagement de son successeur, l'abbé Dominique II Heuber (1704-1711), favorisa la pareille architecture  baroque. En outre, il ordonna le déplacement de la sacristie et la construction du bâtiment imposant de la brasserie où se trouve aujourd'hui la bibliothèque abbatiale. L'abbé Dominique IV Fleischmann (1757-1792) s'occupa notamment de l'église abbatiale. La construction de la chapelle de la croix remonte à lui. Sous le règne de cet abbé remonte aussi le bâtiment qui se trouve en face de la porte monastique.
Aujourd'hui on peut aller voir encore la crypte romane construite à l'âge de fondation de l'abbaye.

## L'histoire contemporaine de l'abbaye

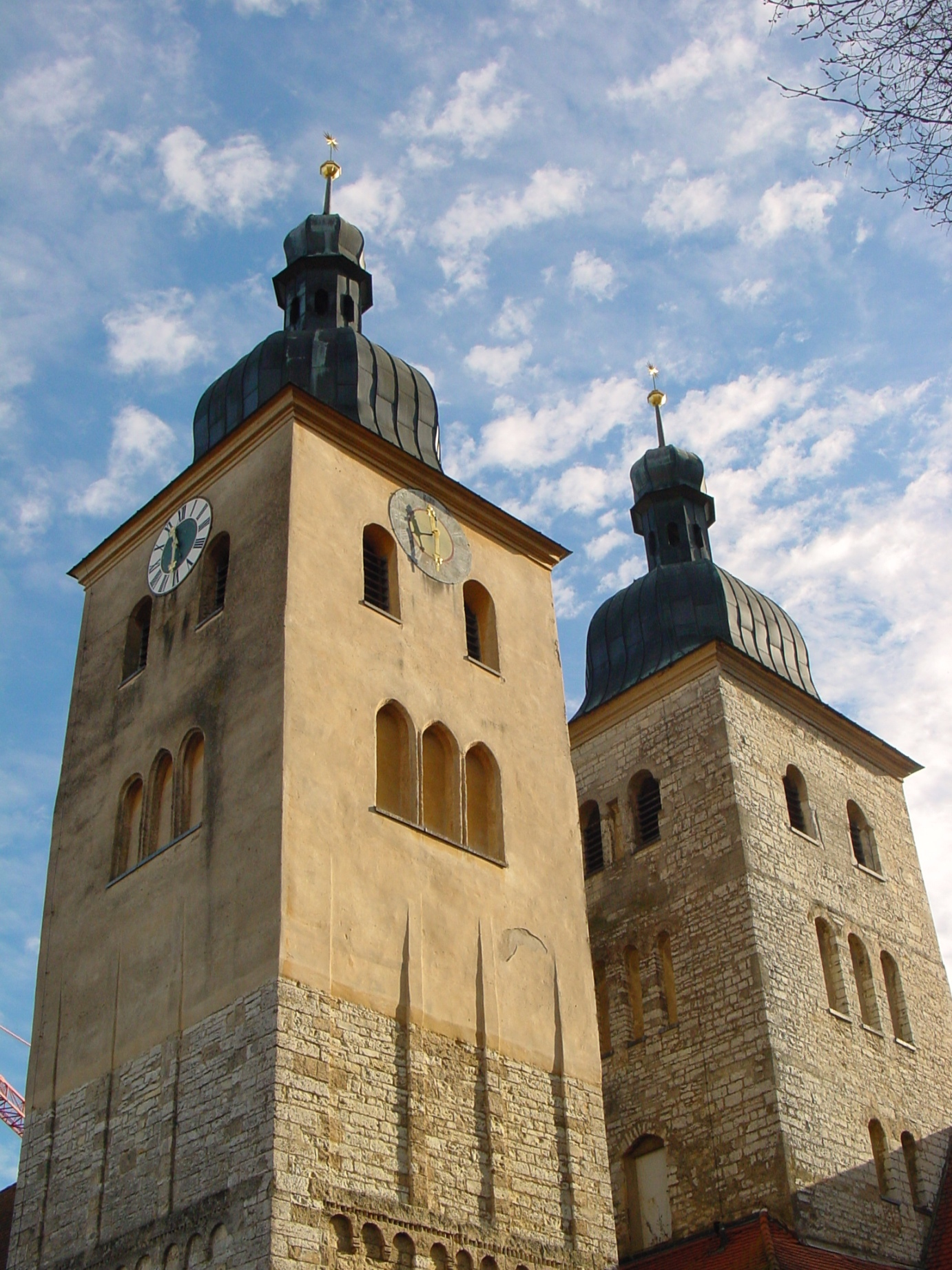
Les tours de l'église abbatiale à Plankstetten en automne

En août 1906, le prieur-administrateur Maurice Ilmberger est remplacé par le père Wolfgang Marie Eiba. Il régna sur le prieuré de 1906 à 1917. Le monastère plankstettenois est devenu une abbaye à partir de 1917 de manière que l'abbé Eiba fût le premier abbé après la sécularisation au début du XIXe siècle. Son effort promut la fondation de la maison des études «Saint Benoît» à Eichstätt. L'abbé Wolfgang meurt au mois d'août 1927.
Son successeur fut le Père Jacob Pfättisch qui dirigea abbaye plankstettenoise de 1927 à 1958. L’agrandissement du presbytère eut lieu sous sa responsabilité. La crise économique mondiale et la montée du national-socialisme entraîna le fait que l'abbaye et les moines se trouvaient dans l'embarras, de sorte que l'abbé Pfättisch fut obligé de surmonter quelques obstacles pendant son règne. Pourtant, un collège avec un internat pouvait inaugurer à la fin de son règne au détriment d'une école de l'agriculture.
Ce fut l'abbé Pierre Heinz qui lui succéda. Son règne dura de 1958 à 1976. L'abbé Pierre accomplit la construction du collège et dirigea le collège en travaillant comme professeur ici.
Le 17 octobre 1980 sous l'égide de l'abbé Dominique V Madlener eurent lieu les premières vêpres pour la jeunesse. Dès lors ces vêpres ont lieu chaque troisième vendredi du mois. L'idée des vêpres pour la jeunesse est originaire de Taizé et de l'abbaye bénédictine de Kremsmünster (de) en Autriche.
Le moulin de neige (Schneemühle) sert comme auberge de jeunesse depuis 1984. À l'époque le moulin de neige englobait trois petites activités : cordonnerie, blanchisserie et élevage de volaille.
Après l'abandon du collège et de l'internat, les moines de l'abbaye furent obligés de chercher de nouvelles tâches et de nouvelles sources de revenus pour entretenir l'abbaye par la suite.
Le 14 octobre 2006 l'abbé Dr. Grégoire Marie Hanke fut nommé évêque d'Eichstätt par Saint-Père Benoît XVI. L'abbé Dr. Grégoire Marie Hanke est consacré évêque par Mgr Louis Schick, archevêque de Bamberg, le 2 décembre 2006.
Le 23 février 2007, l'ancien maître des novices, le Père Dr. Beda Marie Sonnenberg, a été élu prieur-administrateur pour trois ans. Le Père Dr. Beda Marie Sonnenberg est le 55e abbé plankstettenois depuis 2010.
L'abbaye de Plankstetten fait produire ses bières biologiques selon des recettes anciennes par la brasserie de Riedenburg (de). 

## Tour de l'église abbatiale

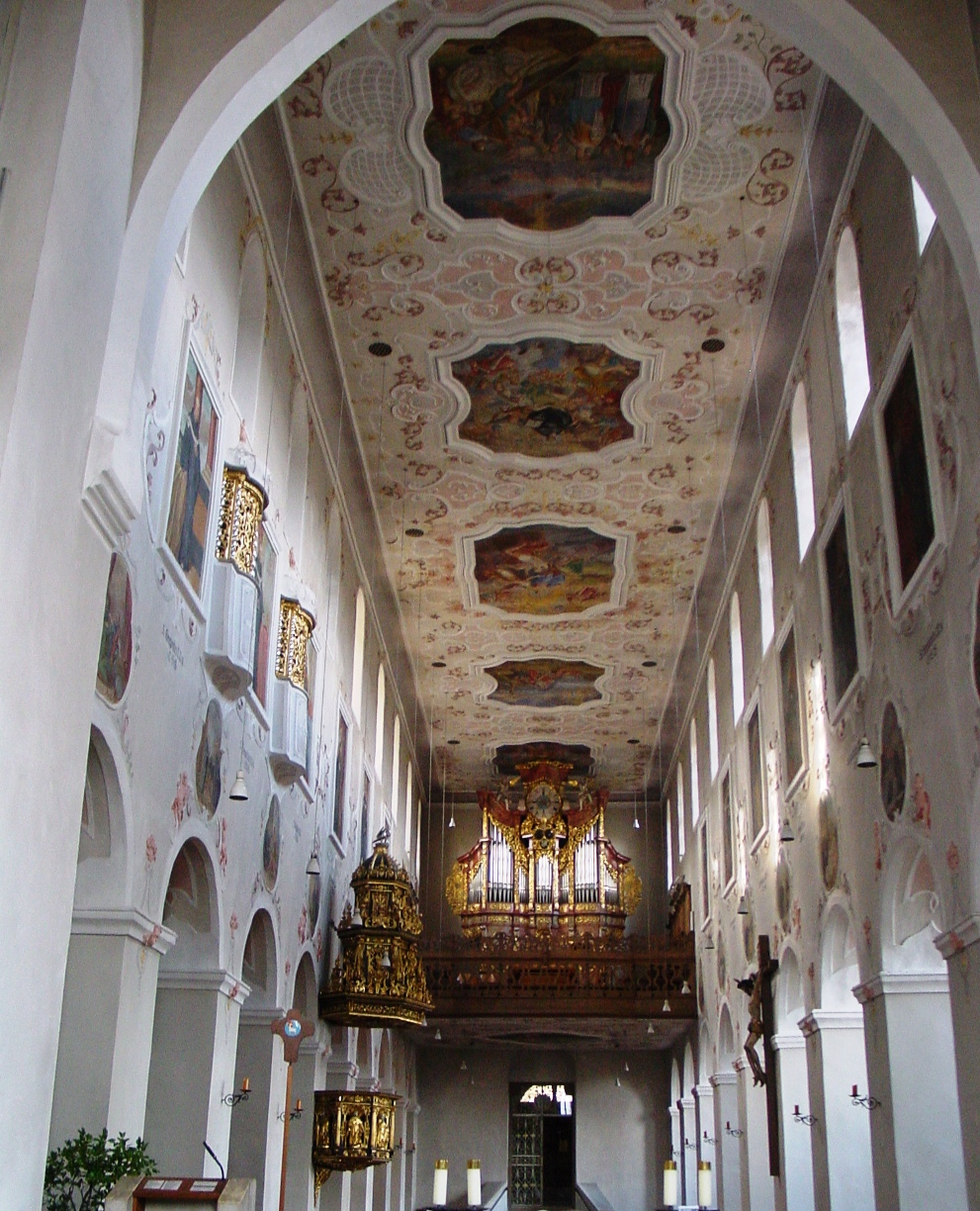
La nef de l'église abbatiale

Lorsque nous passons le portail principal en bois de l'église abbatiale, nous nous trouvons au « paradis » qui est un espace entre les deux tours et la nef centrale. En regardant à droite, nous voyons la chapelle de Saint-Christophe créée par un artiste originaire d'Altötting. Une vue à droite montre la chapelle à la mémoire de la guerre. Un lion marchant avec une tête humaine indique nettement l'époque romane.
En passant la porte de la grille, nous atteignons la nef par la suite.
Si nous regardons l'espace de la nef, nous pouvons remarquer les divers styles des époques.
- Le baroque : la chaire à prêcher
- Le gothique : le chevet
- Le rococo : chapelle

Les objets les plus importants sont :
- la chaire à prêcher, un don de l'abbaye de Lambach (en Autriche),
- le maître-autel, dont la peinture est l'œuvre d'un maire d'Eichstätt,
- l'orgue principal, construit par une entreprise suisse,
- des peintures de plafond par Michel Zink.

## Des cloches
Dans les deux tours (36 mètres) de l'église de l'abbaye se trouve un carillon de cinq cloches en acier fondu en provenance d'une entreprise de Bochum.
| No. | Nom                   | Création en | Fonderie        | Diamètre (mm) | Poids (kg) | nominal (HT-1/16) | Tour |
| 1   | Cloche de Benoît      | 1921        | Bochumer Verein | 1985          | 3000       | a0 +1             | nord |
| 2   | Cloche de l'Immaculée | 1921        | Bochumer Verein | 1580          | 1600       | c1 +6             | nord |
| 3   | Cloche de Cœur-Jésus  | 1921        | Bochumer Verein | 1433          | 1150       | es1 +1            | sud  |
| 4   | Cloche de Willibald   | 1921        | Bochumer Verein | 1230          | 700        | ges1 +4           | sud  |
| 5   | Cloche de Walburga    | 1921        | Bochumer Verein | 1100          | 500        | a1 +4             | sud  |

## La suite des abbés plankstettenois
| Le numéro de l'abbé | La période administrative | Le nom de l'abbé                                                                                 |
| ------------------- | ------------------------- | ------------------------------------------------------------------------------------------------ |
| 1er                 | 1129                      | Rudolphe                                                                                         |
| 2e                  | 1130                      | Herwordo                                                                                         |
| 3e                  | 1131, 1144                | Henri I                                                                                          |
| 4e                  | 1146, 1151                | Bernhard                                                                                         |
| 5e                  | 1180                      | Gottfried                                                                                        |
| 6e                  | 1186, 1198                | Rupert                                                                                           |
| 7e                  | 1202-1216                 | Einwich                                                                                          |
| 8e                  | 1216-1244                 | Hartwig                                                                                          |
| 9e                  | 1244                      | Bernhard II                                                                                      |
| 10e                 | 1247-1258                 | Haudry I                                                                                         |
| 11e                 | 1258-1264                 | Haudry II de Mur                                                                                 |
| 12e                 | 1264-1276                 | Haudry III                                                                                       |
| 13e                 | 1276-1286                 | Rapoto                                                                                           |
| 14e                 | 1286-1293                 | Albert                                                                                           |
| 15e                 | 1297, 1301                | Henri II                                                                                         |
| 16e                 | 1304-1319                 | Hartung de Töging                                                                                |
| 17e                 | 1320-1325                 | Henri III                                                                                        |
| 18e                 | 1325                      | Konrad I                                                                                         |
| 19e                 | 1326-1360                 | Henri IV. Morspeck                                                                               |
| 20e                 | 1360/61                   | Konrad II                                                                                        |
| 21e                 | 1361/62                   | Henri V                                                                                          |
| 22e                 | 1362-1370                 | Konrad III Tetzel                                                                                |
| 23e                 | 1371-1385                 | Berthold Dück                                                                                    |
| 24e                 | 1385-1398                 | Haudry IV de Pfahlheim, nommé Hirschberger                                                       |
| 25e                 | 1398-1415                 | Henri VI Rinthil                                                                                 |
| 26e                 | 1415-1423                 | Konrad IV Hanzan                                                                                 |
| 27e                 | 1423/24                   | Nicolas                                                                                          |
| 28e                 | 1424/25                   | Jean I Strupperger                                                                               |
| 29e                 | 1425-1448                 | Hermann Rebell                                                                                   |
| 30e                 | 1448-1461                 | Léonhard I Schweppermann                                                                         |
| 31e                 | 1461-1494                 | Haudry V Dürner                                                                                  |
| 32e                 | 1494-1526                 | Matthieu de Wichsenstein                                                                         |
| 33e                 | 1526-1534                 | André I. Koler                                                                                   |
| 34e                 | 1534-1555                 | Léonhard II Haeckl                                                                               |
| 35e                 | 1555-1586                 | Jean II Huebner                                                                                  |
| 36e                 | 1586-1603                 | Jean III Kettner                                                                                 |
| 37e                 | 1603-1607                 | Matthieu Millmayr                                                                                |
| 38e                 | 1607-1627                 | Jacob Pierre                                                                                     |
| 39e                 | 1627-1641                 | André II Schäffler                                                                               |
| 40e                 | 1641-1646                 | Jérôme Blank                                                                                     |
|                     |                           | Jean Winkler (Administrateur de l'abbaye planstettenoise 1646-1651)                              |
| 41e                 | 1651-1677                 | Dominique I Blatt                                                                                |
|                     |                           | Caelestin Schwarzwälder (Administrateur de l'abbaye plankstettenoise 1671-1673)                  |
|                     |                           | Abbé Grégoire Kimpfler de Scheyern, Administrateur 1682-1690, représenté par P. Dominique Renner |
| 42e                 | 1680-1682                 | Étienne Kaltenhauser                                                                             |
|                     |                           | P. Benoît Uttenberger de Scheyern, Administrateur 1682-1690                                      |
|                     |                           | P. Ignace Trauner de Saint Emmeram à Ratisbonne, Administrateur 1690-1694                        |
| 43e                 | 1694-1703                 | Roman Dettinger                                                                                  |
| 44e                 | 1704-1711                 | Dominique II Heuber                                                                              |
| 45e                 | 1713-1726                 | Benoît Schmid (Administrateur de l'abbaye plankstettenoise)                                      |
| 46e                 | 1726-1742                 | Dominique III d'Eisenberg                                                                        |
| 47e                 | 1742-1757                 | Maurice Xavier Herbst                                                                            |
| 48e                 | 1757-1792                 | Dominique IV Fleischmann                                                                         |
| 49e                 | 1792-1806                 | Marie Charles                                                                                    |
|                     |                           | Grégoire Danner (Prieur de l'abbaye plankstettenoise 1904)                                       |
|                     |                           | Maurice Ilmberger (Prieur de l'abbaye plankstettenoise 1904-1906)                                |
| 50e                 | 1917-1927                 | Wolfgang Marie Eiba (Prieur de l'abbaye plankstettenoise 1906-1917)                              |
| 51e                 | 1927-1958                 | Jacob II Pfättisch                                                                               |
| 52e                 | 1958-1976                 | Paul Heinz                                                                                       |
| 53e                 | 1976-1993                 | Dominique V Madlener                                                                             |
| 54e                 | 1993-2006                 | Dr. Grégoire Marie Hanke, évêque d'Eichstätt depuis 2006                                         |
| 55e                 | 2010-                     | Dr. Beda Marie Sonnenberg (Prieur-administrateur de l'abbaye plankstettenoise 2007-2010)         |